# Анастасий II (Византийска империя)
Вижте пояснителната страница за други личности с името Анастасий II.
Анастасий II Артемий (на старогръцки: Ἀναστάσιος Β΄ Ἀρτέμιος) е византийски император от 713 до 715 г.

## Управление
Преди коронясването е бил високопоставен сановник, (protoasecretis, „първи секретар“) висш бюрократичен служител в императорския двор. Армията в тема Опсикион, Тракия, която се бунтува срещу император Филипик Вардан издига Артемий за император под името Анастасий. След като Филипик е издебнат и ослепен от заговорници в императорския дворец, той е свален от власт и Анастасий идва на трона. Анастасий II запазва името „Артемий“ и на монетите – солидите му носят надписа ARTEMIUS ANASTASIUS.
Анастасий II подкрепя ортодоксалната фракция и сваля монотелитския патриарх издигнат от предшественика му. След като не успява да възстанови мира с арабите те нападат Византия по море и суша. Анастасий насочва усилията си в подготовката на поход за защитата на Галатия от арабите.
Макар че се опитва да стабилизира империята, налагайки строга дисциплина, той управлявал по волята на армейските части на империята и след двегодишно властване е свален от тях в полза на Теодосий III, издигнат също в Опсикион. Анастасий е принуден да абдикира и стане монах. Заточен е в манастир в Тесалия. През 718 г. се опитва да свали император Лъв III, но безуспешно и става политически емигрант. Артемий търси помощта на българите, но бива предаден обратно на византийската власт, вероятно в изпълнение на клаузата от 716 г. Артемий е обезглавен по нареждане на император Лъв.